# Niels Bloch
Niels Hofman Sevel Bloch (juli 1761 – 1. december 1829) var en dansk forfatter.
Niels Hofman Sevel Bloch blev født i Aalborg i og var søn af rådmand, by- og rådstue-skriver Søren Bloch og Anna Marie født Sevel. Han blev student fra sin fødebys skole 1778 og dyrkede derefter særlig de gamle sprog. 1783 begyndte han sin litterære virksomhed med en prosaisk oversættelse af Odysseens 1. sang. Senere studerede han nogen tid Filosofi i Kiel og blev 1795 fraværende promoveret til dr. phil. i Kiel efter en indsendt afhandling: De vita Samii Philosophie.
Han benyttede da sin ret til at holde forelæsninger som privatdocent i København, men det var meget blandet kost, han indbød på: "Kjøbmands-Geografien", engelsk sprog, filosofiens historie, Shakespeares dramaer, berømte græske mænds levned m. v. Denne sidste forelæsning stod i forbindelse med udarbejdelsen af hans Livs hovedværk, Navnkundige Grækeres korte Biografier (2 Bd., 1800-2). I øvrigt måtte han fra morgen til aften slide med privatundervisning "for surt at fortjene det Brød, som Kjærlighed bød ham at dele med Frænder" .
1802-6 var han konstitueret som konrektor ved Trondhjems skole, og disse år regnede han til de lykkeligste i sit liv. Under sit ophold her begyndte han udgivelsen af et tidsskrift, Throndhjemske Blandinger, hvoraf 3 hæfter udkom, og hvori han meddelte flere oversættelser af oldtidens klassikere.
Da Bloch 1806 forlod Trondhjem, ville han sejle til Christiania på et Rostocker skib, men dette blev opbragt af en engelsk fregat, og han måtte igen tilbage til Trondhjem. Han rejste da over land til Christiania, og udtog af sin dagbog på denne sidste rejse har han meddelt i et lille særskilt skrift, Rejseiagttagelser (1808), som en slags håndbog for rejsende.
Efter sin hjemkomst privatiserede han i København. Han ernærede sig ved journalistik, redigerede Dagen 1816-17 og oversatte en stor del skrifter af historisk og belletristisk indhold. Under det pseudonyme mærke "Peter Sørensen" forsøgte han sig også som humoristisk forfatter. 1817 fik han titel af Professor. Hvor grundforskellig han end var i dannelse og smag fra digteren Schack Staffeldt, hørte han dog i en lang periode til dennes nærmeste omgangsvenner. Han var medlem af det Kongelige Norske Videnskabers Selskab i Trondhjem, af det genealogisk-heraldiske Selskab  fra 1810 af Det kongelige danske Selskab for Fædrelandets Historie og af flere videnskabelige samfund i udlandet. Derudover var han frimurer. Han døde ugift i København.